# Mirna Mazić
Mirna Mazić, née le 24 décembre 1985 à Zagreb, dans la République socialiste de Croatie, est une joueuse croate de basket-ball. Elle évolue au poste d'ailière forte.

## Biographie
Après deux saisons à Zagreb, dont la seconde en Euroligue, elle s'engage en mai 2013 avec le club français de Tarbes, mais voit son contrat rompu avec cinq rencontres (5,2 points et 4,2 rebonds) et remplacée par l'ukrainienne Viktoriya Mirtcheva. Elle rejoint le club turc de Kayseri Kaski où ses moyennes sont de 5,6 points et 4,1 rebonds en Euroligue et 2,8 points et 3,4 rebonds en championnat turc puis participe avec la sélection nationale aux qualifications pour l'Euro 2015 pour 7,5 points et 6,8 rebonds. Durant l'été 2014, elle signe avec le club espagnol de Gernika Bizkaia.

## Palmarès
- Champion de Croatie :  2013
- Vainqueur de la Coupe de Croatie :  2013

## Distinctions personnelles
En 2012-2013, elle dispute l'Euroligue féminine avec le ŽKK Novi Zagreb, obtenant la meilleure évaluation de la 4e journée.